# Barlaam de Seminara
Barlaam de Seminara (1290, Seminara - 1350, Gerace) va ser un monjo basilià, teòleg i matemàtic italià.
Va néixer probablement sobre l'any 1290 a Seminara. Quan era monjo basilià, adherent a l'Església Ortodoxa, Barlaam va ser protagonista d'una violenta polèmica contra els practicants dels mètodes ascètics i místics d'alguns monjos del mont Atos. Tals mètodes eren principalment els de l'hesicasme, que tenia un suport teòric en el palamisme. La disputa de Barlaam la va dur a terme directament amb Gregori Palamàs. La crítica feta per Barlaam a tal misticisme se centrava en la passivitat que aquells monjos practicaven. Concretament, Barlaam es burlà dels hesicastes tractant-los de practicants de l'onfaloscopia, és a dir, de mirar-se el melic. Va anar a Constantinoble amb el propòsit de provocar les dissensions entre els catòlics i els ortodoxos, i les seves idees van xocar amb les de Nicèfor Gregoràs. En les disputes públiques que es van celebrar, Gregoràs va vèncer el seu rival, i Barlaam es va retirar avergonyit a Tessalònica. Però ja tot l'afer va portar seriosos conflictes: Gregori Palamàs, que després va ser arquebisbe de Tessalònica, va abraçar la causa de Barlaam i es va enfrontar amb Gregori Acindí, en l'anomenada «controvèrsia dels palamites i els acindinites (seguidors d'Acindí)» que, com altres discussions religioses a l'Imperi Romà d'Orient, va adquirir caràcter polític.
Excomunicat pel patriarca Joan XIV de Constantinoble al Concili sobre hesicasme celebrat l'any 1341, passà aleshores a l'Església Catòlica a la ciutat de Gerace.
Barlaam també es va dedicar a les matemàtiques i va escriure en grec una Logística, obra en què explica les regles de càlcul amb nombres enters, fraccions genèriques i fraccions sexagesimals. Tal obra es va imprimir a Estrasburg el 1592 i a París el 1600 juntament amb la seva traducció en llatí.